# Circ romà de Tarragona
El circ de Tarraco es trobava emplaçat dins el pomerium de la ciutat, aprofitant uns terrenys que, des d'època fundacional, eren de propietat estatal. Situat a la part alta de Tarragona, paral·lel a la Rambla Vella, i en algunes parts, manté un estat excepcional de conservació. Es tracta de l'edifici on es desenvolupaven les curses de cavalls, així com les de bigues i quadrigues amb capacitat per a 20.000 persones, on es duien a terme les curses de carruatges. Va ser edificat durant el govern de l'emperador Domicià (81-96 dC) i va estar en funcionament fins al segle v dC.
Es construeix en el marc d'un projecte unitari que es fonamenta sobre la concessió per part de Vespasià del ius latii a les províncies hispanes entorn de l'any 73 dC. És per aquest motiu que el circ formarà part d'un gran complex monumental estructurat en tres terrasses que esdevindrà el reflex de l'Estat a la província.
El fòrum provincial, articulat en dos nivells, ocuparà la part més alta del turó. El circ ocuparia la terrassa sota el conjunt foral. Aquest estaria delimitat per la muralla tardorepublicana a occident i orient, l'actual avinguda de l'Imperi Romà i passeig de Sant Antoni, respectivament; per l'estructura foral provincial pel costat septentrional, perpetuada en els carrers dels Ferrers i de l'Enrajolat; i per la via Augusta, en el seu pas per la ciutat, pel costat meridional.
És per aquesta adaptació a la topografia del terreny i a l'espai disponible que l'edifici presenta unes dimensions i unes característiques que el fan únic.

## Construcció
Les restes avui observables de l'antic circ romà de Tarragona constitueixen tan sols una petita part de la construcció original, que ocupava la zona del nucli antic de la ciutat delimitada pels actuals carrers de Sant Hermenegild, la Rambla Vella, de les Salines i Darrere Sant Domènec i els dels Ferrers i de l'Enrajolat. La part actualment visible està situada prop de la muralla i del Pretori, i es limita a un sector de la capçalera del circ i a algunes voltes de canó de grans dimensions, damunt de les quals recolzaven les graderies destinades als espectadors. Resta també en peu una gran porta monumental d'accés al recinte.
Les investigacions arqueològiques realitzades per Hernàndez Sanahuja al segle xix permeteren d'establir les dimensions del recinte. L'aparell, construït en opus quadratum, es caracteritza per l'espessor dels murs, la decoració de falses pilastres a l'exterior, i les dimensions considerables de les obertures.
Tot i que la part recuperada del circ és mínima en comparació amb la seva importància, de fet es tracta d'un dels exemples més notables i ben conservats de circ romà en l'àmbit occidental de l'Imperi. Té 325 m de longitud per 100-115 metres d'ample. Pel que fa a l'arena, es calcula que tindria uns 290 m de longitud i l'amplada variaria entre els 67 i els 77 m. La longitud de la barrera central, spina, era de 190 m.
Es va construiir l'edifici amb voltes consecutives de formigó romà opus caementicium, mentre que la façana, podi, escalinates i altres elements es van construir en opus quadratum, amb carreus quadrangulars. Per construir les voltes es va fer servir un encofrat perdut en la part inferior, mentre que les voltes, pròpiament dites, es van realitzar amb un encofrat de fusta. Algunes de les citades voltes aguantaven la superfície superior de l'edifici, visorium, mentre que d'altres servien com a elements de sustentació de les grades. En els trams longitudinals, les voltes eren paral·leles, mentre que la disposició de la capçalera variava en funció de la cova, i presentaven una orientació aproximadament radial.
En el sector meridional es trobava la façana amb arcs emmarcats en pilastres. Actualment encara es conserva part de la façana de la capçalera. En el sector septentrional les voltes del circ s'adossen directament al mur de cimentació del fòrum provincial.
De la façana meridional del circ es conserven els murs i alguns arcs de mig punt que tenien la funció de sustentar les graderies, situades a un nivell superior (on actualment hi ha les cases imparells de la plaça de la Font). La cota de l'arena del circ estaria a 46,6 msnm coincidint en gran manera amb el nivell de la plaça de la Font. Les restes de cimentació, ens marquen que la spina se situaria entre les cases parells de la pl. de la Font i el c/ Cos del Bou.
De la part septentrional es conserva pràcticament íntegra la graderia i una volta simètrica a la Volta llarga del circ. El mur de cimentació entre el fòrum i el circ també està conservat i del Pulvinar o tribuna d'honor se n'han mantingut restes del paviment i de les escales que connectaven el circ i la plaça de representació al c/ Ferrers, 20. En aquest carrer també han perdurat les restes d'un mur de carreus encoixinats corresponents a una porta de comunicació entre el fòrum i el circ.
La part menys estudiada és la que correspon al sector occidental, on se situarien les carceres, punt de sortida de les quadrigae, actualment sota l'edifici de l'Ajuntament de Tarragona.
Les voltes de Sant Hermenegild formen el sector SO del circ, on es troba la capçalera i on també conflueixen la muralla republicana romana amb la façana i les voltes del circ. La façana conserva 14 m de longitud en aquest sector. Estava construïda amb carreus quadrangulars opus quadratum i seguia un esquema d'arcs de mig punt enquadrats per falses pilastres. Estaven subratllats per motllures i una triple faixa configurava l'arquivolta.
Es conserven tres arcs de 6,40 m d'altura. El central dona accés a la part superior del circ mitjançant una escalinata de pedra marmòria, de la que es conserven in situ els primers quatre graons. Els espectadors accedien a les grades des de la via, pujaven per l'escala i a l'arribar a la plataforma superior es distribuïen per les graderies. Les dimensions d'aquest accés són de 22,7 m de longitud, una amplada aproximada de 4 m i una alçada de 6,30 m. El nivell de circulació inferior de l'edifici seria un paviment fet a base de terra i petites pedres, lligat amb morter de calç, que es trobava a 0, 50 m per sota de la línia de cimentació de les pilastres que decoren la façana.
L'arc més oriental dels tres conservats en aquest sector, dona pas a una volta de canó: la Volta de Sant Hermenegild realitzada en opus caementicium. Té una longitud de 50 m i una alçada entre 5,90 m i 7,10m. A 27 m de la façana es desvia 32 graus cap a l'est. Les parets són d'opus vitattum, fetes amb pedra calcària local. En el seu parament occidental s'obren 6 accessos amb portes cobertes amb arcs de mig punt d'1,20 m d'ample. Aquests espais estan coberts amb voltes inclinades que sustentaven les grades. Al final del tram de la volta conservada, s'obria la Porta Triumphalis, que donava accés directe a l'arena del circ des de l'exterior de l'edifici, i que s'usava com a entrada processional per l'inici de l'espectacle.
La volta coneguda com a Volta Llarga del circ, de 94 m de longitud, s'estén sota la del c/ Enrajolat i amida 3,70m de llum per 2,80 d'altura. Està feta de formigó encofrat i es presenta adossada mitjançant un dels seus murs laterals al gran mur de contenció de la terrassa superior (fòrum Provincial), construït amb grans blocs de 0,60 x 118 de 2,4 de grossor. Aquesta volta servia de pas de servei a les grades pel sector septentrional. On acabava la volta, s'observa l'escalinata d'accés a les grades, que formava part d'una estança independent respecte de la volta: una tribuna de jutges que disposava d'accessos directes a l'arena. L'any 2005 es va dur a terme una intervenció arqueològica preventiva en el solar número 24 de la plaça dels Sedassos de Tarragona. Aquest solar forma part de la subestructura de la graderia del circ romà de Tarraco. La secció completa del circ documentada a la plaça dels Sedassos, mostra la imma cavea de tres grades seguida d'un passadís de circulació (praecintio), un mur vertical de separació i la summa cavea amb cinc grades acabada amb una plataforma plana superior. En la intervenció de 2005 es va excavar en extensió la volta del circ que ocupa el solar 24 de la plaça, i es va poder confirmar la presència d'un nou accés a la imma cavea de la graderia del circ. Aquest accés estaria format per un passadís al qual s'accediria des de la cota d'arena a través d'una porta oberta al podi d'1,30 m d'amplada. Aquest passadís, d'uns 2 m d'amplada, estaria delimitat per dos murs d'opus caementicium recoberts dopus vitattum, dels quals només s'ha documentat un de 3'5 m de longitud visible. També es va documentar la trinxera d'una banqueta de fonamentació dopus caementicium encofrat sobre la qual s'assenten aquestes estructures. A l'est del passadís es localitza una tramada d'escales que conduirien els espectadors al podi i a la imma cavea. Les escales es troben tallades per dos dipòsits d'època moderna i només es pot observar restes de la fonamentació i la secció de dos graons en la façana est del mur de la volta romana.

## Història
Edificat durant el govern de l'emperador Domicià (81-96 dC) i va estar en funcionament fins al segle v dC. Es desconeix qui va finançar la construcció del circ. Ara bé, el fet que fos bastit sobre terrenys pertanyents a la res publica i la seva estreta relació arquitectònica i funcional amb el recinte foral provincial fan pensar en una intervenció directa de l'Estat. Malgrat això, no es pot descartar tampoc, la participació de les elits locals mitjançant actes evergètics, com així ens consta en el cas de l'amfiteatre.
El circ va restar embegut per un seguit de construccions arquitectòniques al segle xix, en què l'arena del circ fou urbanitzada com a plaça de la Font. Les cases que donen a la plaça, entre les quals hi ha el palau de l'Ajuntament i la Diputació (1862), descansen sobre els basaments i les graderies del circ.
Les actuacions planificades sobre les restes s'orienten cap a la restauració d'aquelles parts del monument susceptibles d'ésser recuperades adequadament. Els primers treballs sistemàtics en aquesta direcció van iniciar-se el 1973 a la zona de la capçalera, situada sobre l'actual carrer de Sant Hermenegild, i han tingut continuïtat en campanyes posteriors realitzades els anys 1977, 1979 i 1980. Aquesta iniciativa, empresa per la Dirección General de Bellas Artes del Ministerio de Cultura, ha estat assumida i continuada per la Generalitat de Catalunya, en col·laboració amb l'Ajuntament de Tarragona.
Abans de la realització del pàrquing de la plaça de la Font es portaren a terme excavacions arqueològiques en la citada plaça que permeteren documentar l'antic pou medieval, l'arena del circ i per sota del reompliment de l'arena de l'edifici d'espectacles romà, unes escobreres de finals d'època juliclàudia associades a una sèrie de murs i dipòsits associats a unes terrisseries d'aquesta època. El pou medieval es conserva dins l'actual pàrquing.

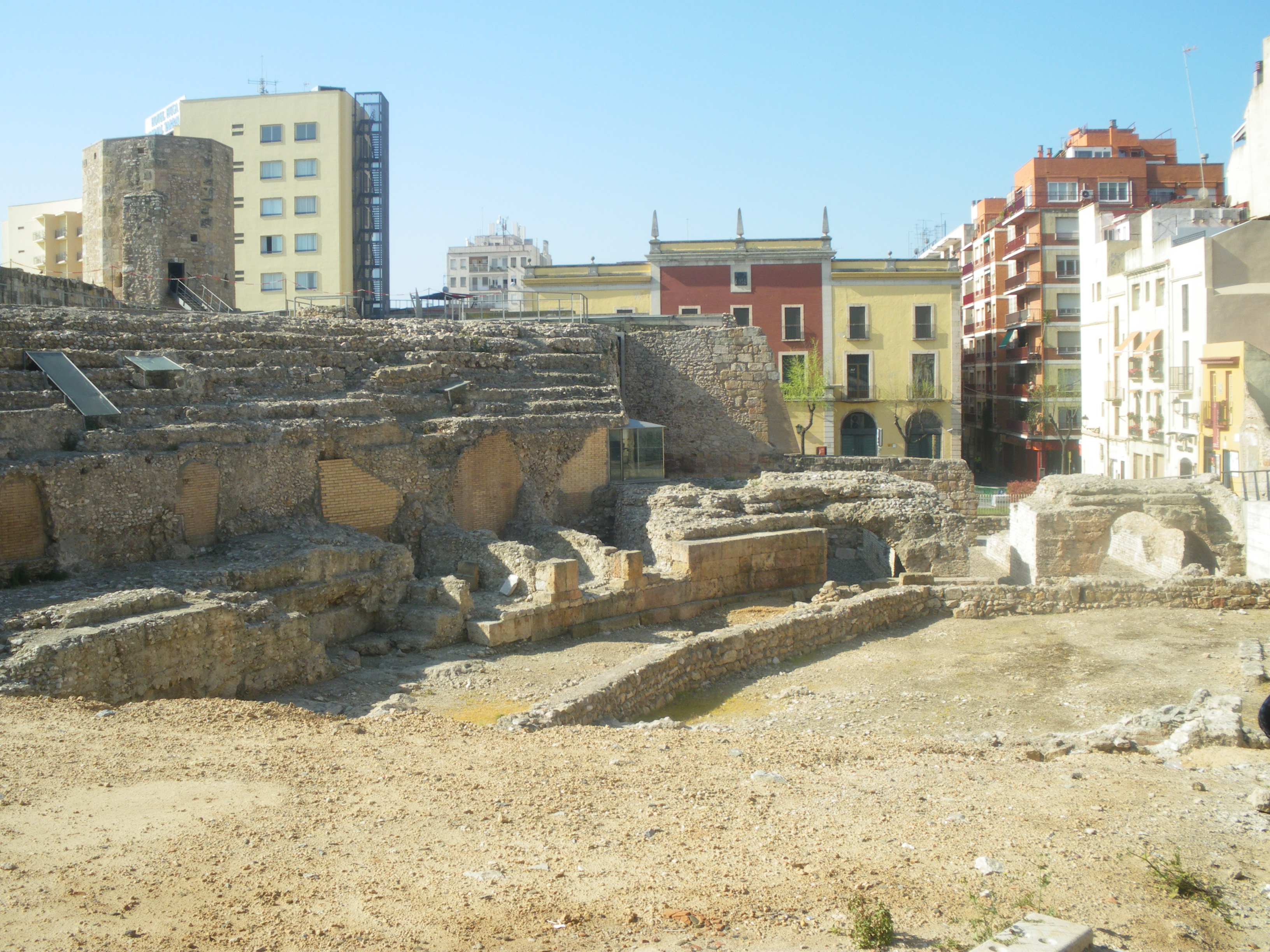
Vista general
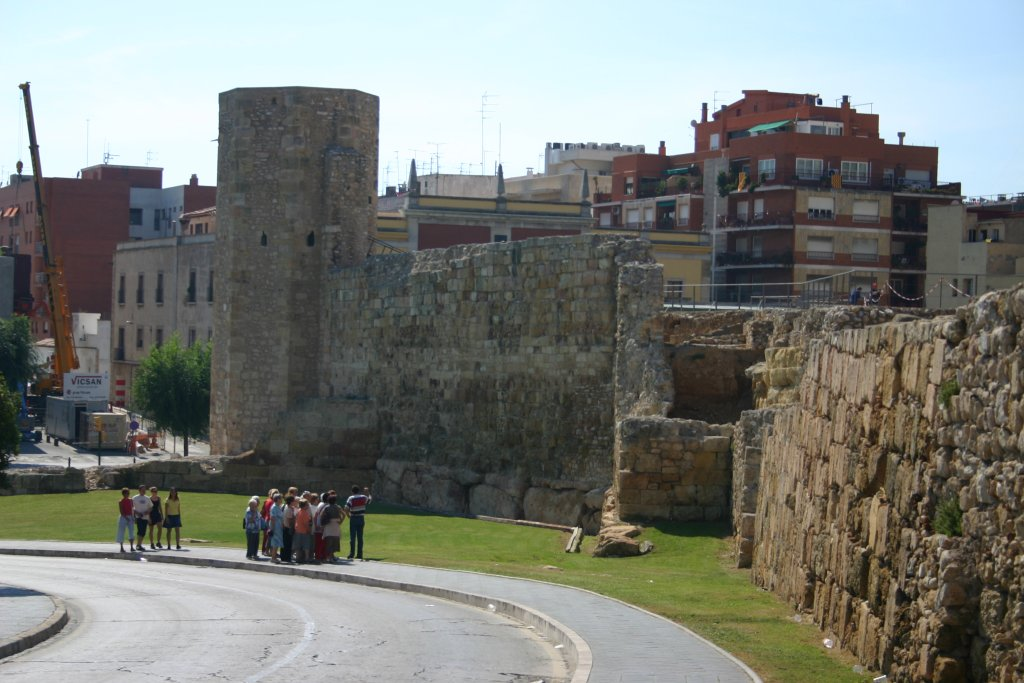
Vista
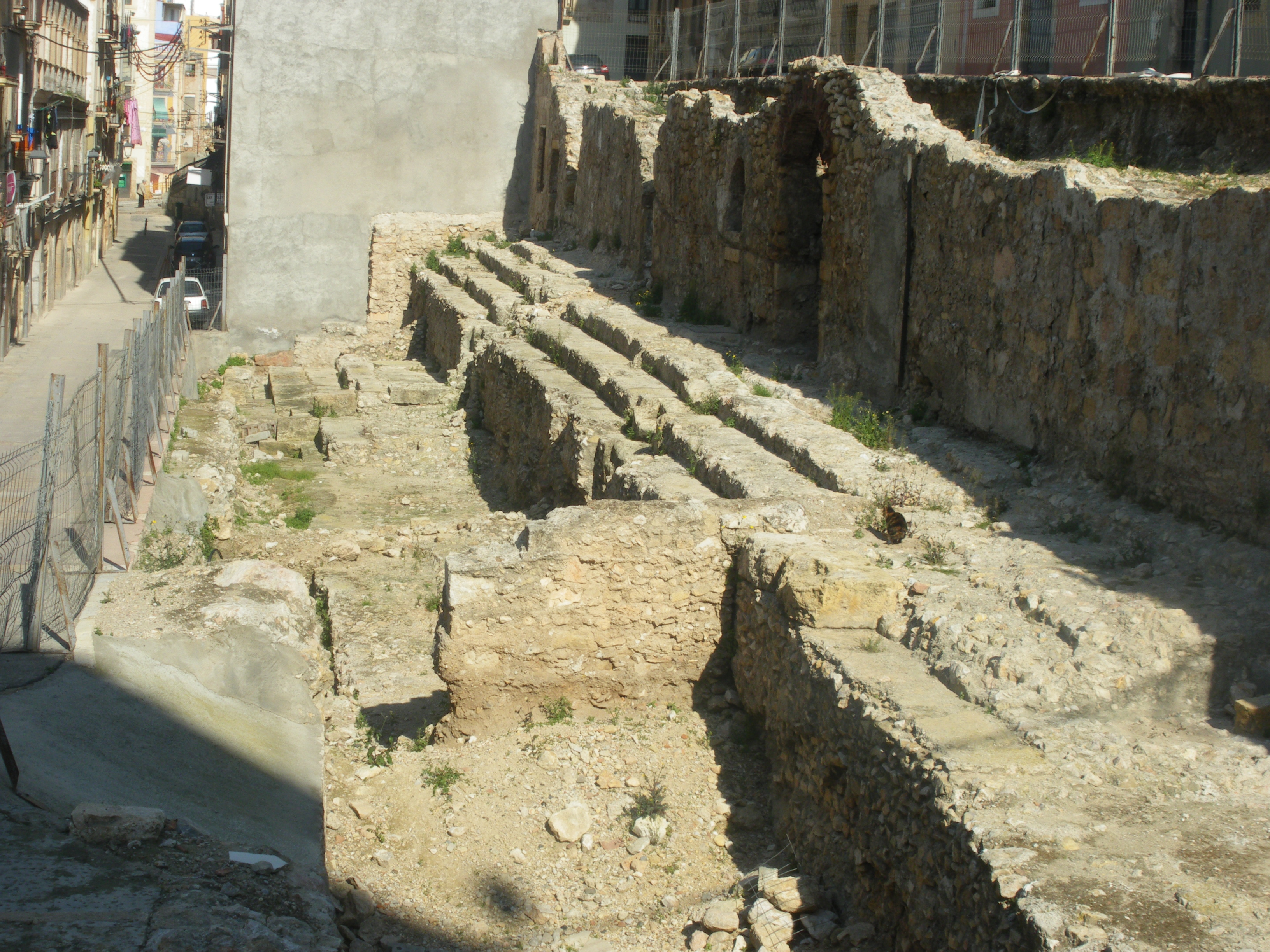
Grades del carrer Enrajolat
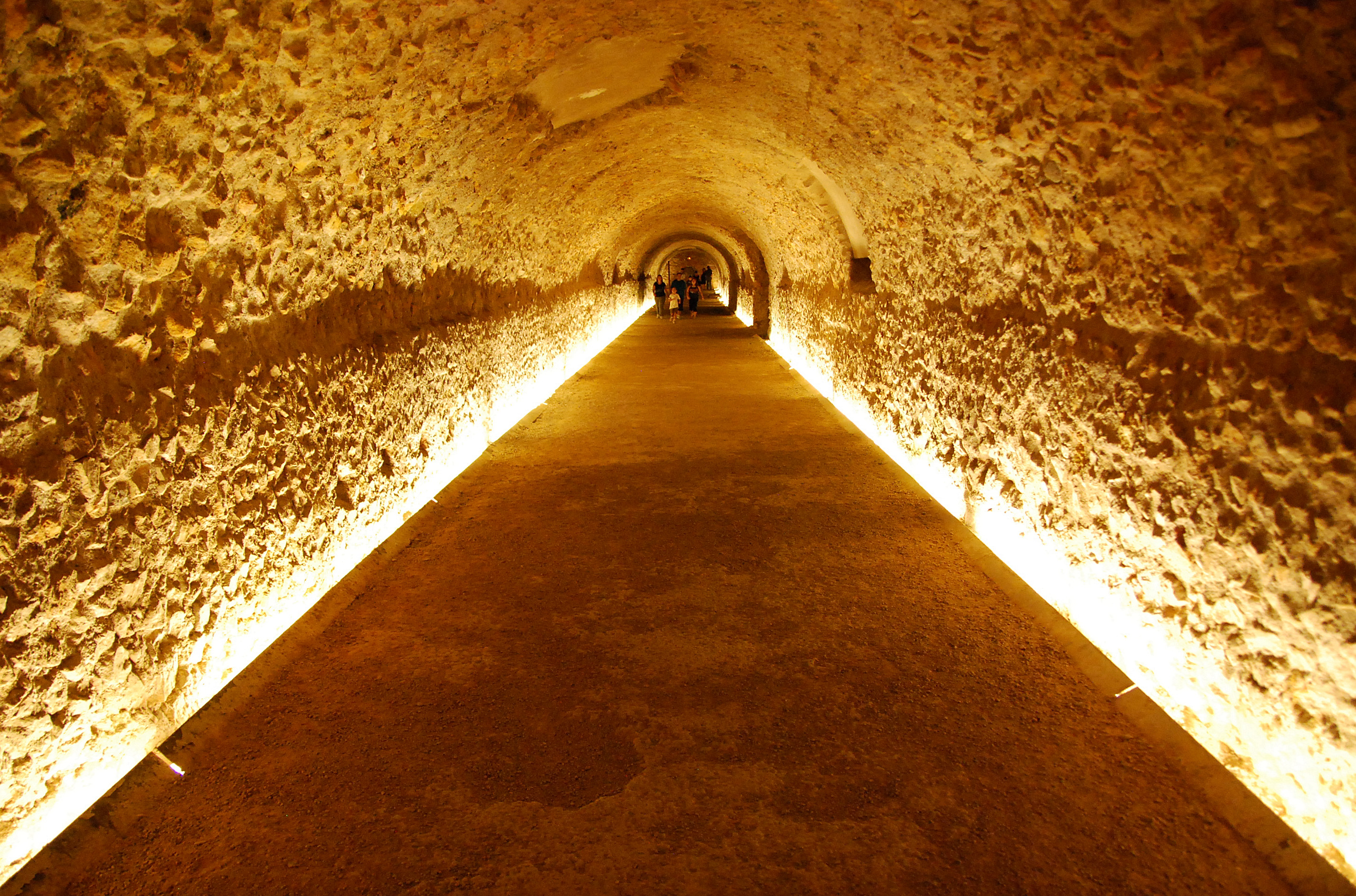
Volta sota el carrer Enrajolat
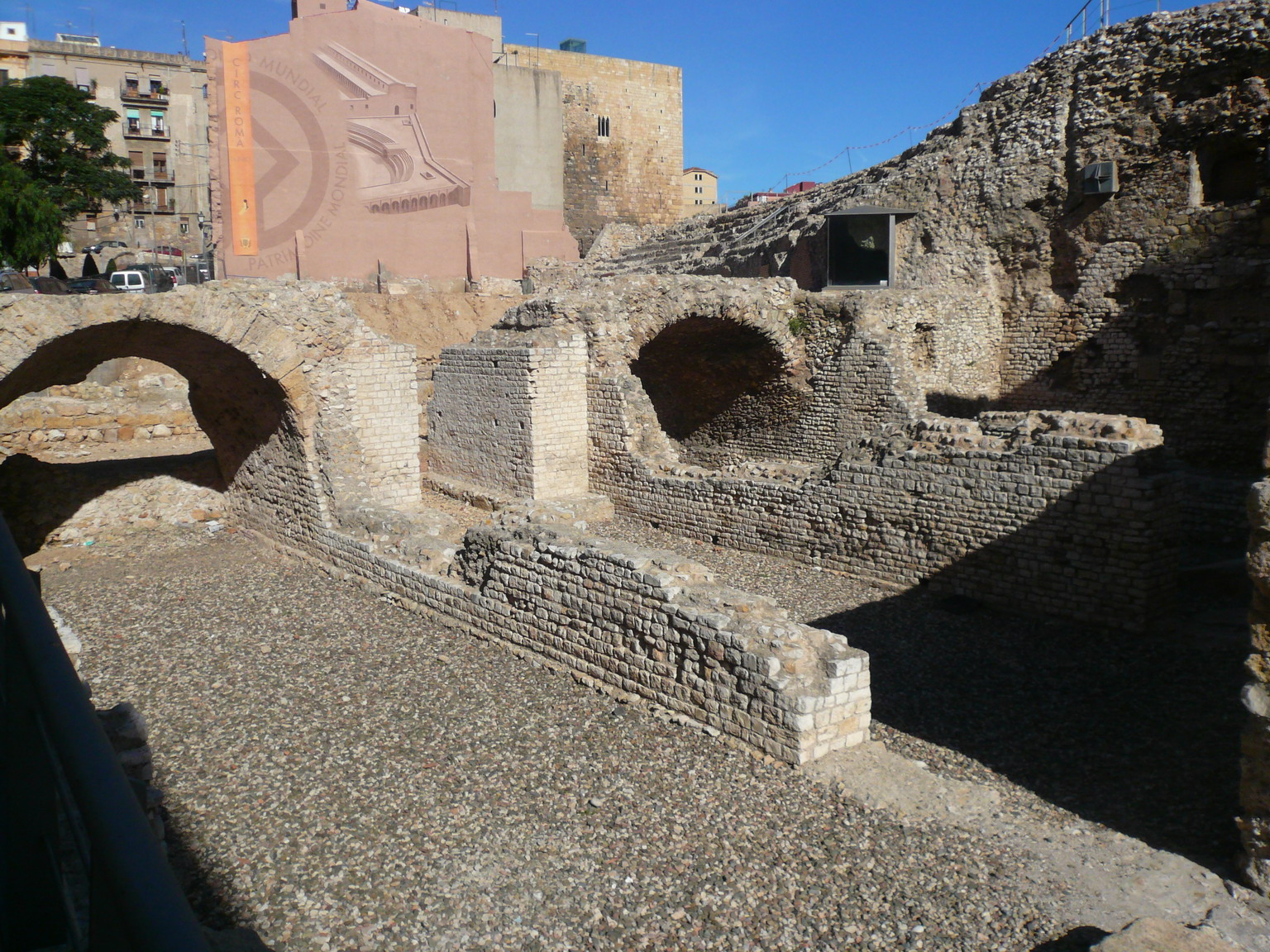
Grades de la baixada Peixateria

## Protecció genèrica
- L'any 2000 la UNESCO el va incloure dins la llista de Patrimoni Mundial com a integrant del «Conjunt Arqueològic de Tàrraco».
- Tot el terme municipal de Tarragona està protegit i declarat pel Decret 652/1966, de 10 de març (BOE de 22 de març de 1966) i d'acord amb l'àmbit III amb un nivell de protecció d'acord amb la vigent Llei 9/93 del Patrimoni Cultural Català, Bé Cultural d'Interès Nacional a la categoria de BCIN-zona arqueològica.
- El bé es troba dins l'àrea de protecció de «Conjunt històric», protegit i declarat pel Decret 652/1966, de 10 de març (BOE de 22 de març de 1966) amb un nivell de protecció d'acord amb la vigent Llei 9/93 del Patrimoni Cultural Català de Bé Cultural d'Interès Nacional a la categoria de CONJUNTS (BCIN) (Núm. BCIN 206; núm. BIC R-I-53-0073).
- Les Voltes del Circ (capçalera del circ/Voltes de Sant Ermenegild) disposen d'una declaració específica pel Decret de 16 de maig de 1963 (BOE d'1 de juny de 1963). Nivell de protecció d'acord amb la vigent Llei 9/93 del Patrimoni Cultural Català: BCIN (Núm. BCIN 209; núm. BIC R-I-51-1451).